# Martin Podlešák
Martin Podlešák (* 26. September 1982 in Mělník, Tschechoslowakei) ist ein ehemaliger tschechischer Eishockeyspieler, der zuletzt bis 2014 beim HC České Budějovice in der tschechischen Extraliga unter Vertrag stand.

## Karriere
Podlešák begann in seiner Heimatstadt Mělník im Alter von fünf Jahren mit dem Eishockeysport. Seine Karriere startete er in der Juniorenmannschaft des HC Sparta Prag in der U20-Extraliga, für die er bis zum Jahr 2000 spielte.
Anschließend wechselte der Stürmer in die nordamerikanische Western Hockey League, zunächst zu den Tri-City Americans, die ihn beim CHL Import Draft 2000 als insgesamt achten Spieler ausgewählt hatten, und im späteren Verlauf der Saison zu den Lethbridge Hurricanes. In dieser Zeit wurde er von den Phoenix Coyotes im NHL Entry Draft 2001 in der zweiten Runde an insgesamt 45. Stelle gedraftet. Die Vorbereitung der Saison 2001/02 absolvierte er mit der Mannschaft, konnte sich aber schlussendlich keinen Stammplatz im NHL-Team erkämpfen. Der Tscheche wurde deshalb an das Farmteam, die Springfield Falcons aus der American Hockey League, abgestellt. 2004 ging der Linksschütze zum Ligarivalen Utah Grizzlies, für die er allerdings nur zehn Spiele absolvierte. Seine vorerst letzte Saison in Nordamerika verbrachte Podlešák bei den San Antonio Rampage, in denen er in 13 Spielen acht Scorerpunkte erzielte. Nach der Saison kehrte er wieder zu seinem Heimatverein Sparta Prag zurück, mit denen er 2007 Tschechischer Meister wurde.
Zur Saison 2009/10 wechselte Podlešák innerhalb der tschechischen Extraliga zum HC České Budějovice, für den er bis zu seinem Karriereende 2014 spielte.

### International
Für Tschechien nahm Podlešák an der U18-Weltmeisterschaft 2000 und der U20-Weltmeisterschaft 2002 teil.

## Erfolge und Auszeichnungen
- 2007 Tschechischer Meister mit dem HC Sparta Prag